# Santiago Blanco
Santiago Blanco Gil (* 13. Juni 1974 in Puerto de Béjar) ist ein ehemaliger spanischer Radsportler, welcher zwischen 1994 und 2003 Profi war.

## Sportliche Laufbahn
Blanco gewann als Junior 1991 das Rennen Vuelta a Pamplona und 1992 die Spanische Meisterschaft im Straßenrennen bei den Junioren. 1993 gewann er das Rennen Subida a Altzo. Im Folgejahr gewann Blanco erneut Subida a Altzo, sowie die Subida a Gorla, den Circuito de Pascuas und die Vuelta a Navarra. Ab September 1994 fuhr er für das Team Banesto als Staigaire. 1995 startete er als Profi beim Team Banesto. Neben den Siegen konnte er fünfte Plätze bei der Murcia-Rundfahrt, der Vuelta a los Valles Mineros und dem Critérium International, sowie Platz 7 bei der Asturien-Rundfahrt und Platz 10 bei der Subida al Naranco. 1996 konnte bei der Asturien-Rundfahrt seine einzige Top-Ten-Platzierung erzielen. 1997 belegte er den zweiten Platz bei der Vuelta a La Rioja, den dritten Platz bei Paris-Nizza, Platz 6 bei Euskal Bizikleta, Platz 18 beim Critérium du Dauphiné und Platz 27 beim Sieg von Jan Ullrich bei der Tour de France. 1998 wechselte Blanco zum Team von Vitalicio Seguros. In dieser Saison erwirkte er dritte Plätze bei der Asturien-Rundfahrt und der Route de Sud, sowie Platz 6 bei der Galicien-Rundfahrt. 1999 erreichte er Platz 8 bei der Asturien-Rundfahrt und Platz 10 bei der Vuelta a España. 2000 erzielte er sechste Plätz bei der Setmana Catalana de Ciclisme und der Katalonien-Rundfahrt, Platz 8 bei der Vuelta a La Rioja sowie Platz 11 beim Giro d’Italia und Platz 13 bei der Vuelta a España. 2001 wechselte er wieder zurück zum Team iBanesto, konnte aber außer einem achten Platz bei der Vuelta a La Rioja keine weiteren nennenswerte Platzierungen erreichen. 2002 nahm Blanco an der Tour de France und der Vuelta a España teil, wobei der beim letzteren Rennen einen Etappensieg erzielen konnte. 2003 wechselte er zum kleineren Team von Relax und belegte Platz 8 bei der Katalonien-Rundfahrt und beendete die Vuelta a España auf dem 61. Platz. 2004 startete Blanco bei unterschiedlichen Rennen, bis bei ihm eine arterielle Endofibrose diagonstiziert wurde. Mitte des Jahres 2004 trat er vom Profiradsport zurück.

## Erfolge
1995
- Vuelta a Castilla y León

1997
- zwei Etappen Euskal Bizikleta
- eine Etappe Vuelta a La Rioja

1999
- Subida al Naranco

2000
- eine Etappe Andalusien-Rundfahrt

2001
- eine Etappe Vuelta a España

2002
- eine Etappe Vuelta a España

## Grand-Tour-Platzierungen
| Grand Tour            | 1995 | 1996 | 1997 | 1998 | 1999 | 2000 | 2001 | 2002 | 2003 | 2004 |
| --------------------- | ---- | ---- | ---- | ---- | ---- | ---- | ---- | ---- | ---- | ---- |
| Giro d’ItaliaGiro     | –    | –    | –    | –    | DNF  | 11   | –    | –    | –    | 56   |
| Tour de FranceTour    | –    | –    | 27   | DNF  | –    | –    | DNF  | 57   | –    | –    |
| Vuelta a EspañaVuelta | –    | 33   | –    | 32   | 10   | 13   | 21   | 45   | 61   | –    |